# Никола Арсенић
Никола Арсенић (Нови Сад, 30. Новембар 1996) је српски рукометаш који је тренутно слободан играч.